# サントリーホワイト
サントリーホワイトは、サントリー（二代目、旧・サントリースピリッツ、サントリービール、サントリー酒類等その他サントリーグループ関連各社）が製造・販売するブレンデッド・ウイスキーの一つである。
サントリーウイスキーの定番銘柄として、「シロ」などの愛称を持ち、1929年（昭和4年）に発売された「国産ウイスキー第1号」として、その名を知られている。2024年（令和6年）に発売開始から95周年を迎えた。

## 歴史

### 前史
寿屋の創業者、鳥井信治郎は1907年（明治40年）に「赤玉ポートワイン」を発売し、同社の土台を築き上げると、さらに事業の拡大を狙い、海外から入手した模造アルコールを葡萄酒用の樽に入れて、長い期間を置いて寝かせると、熟成したウイスキーになることを知った鳥井は、新たな事業の立ち上げとしてウイスキーを選ぶと共に、当時は未踏の国産ウイスキー製造に乗り出すことになった。
スコットランドで本場のスコッチウイスキーの製造を学んだ（後のニッカウヰスキーの創業者で知られる）竹鶴政孝を招聘し、1923年（大正12年）よりウイスキーの製造を開始する。当時まだ規模の小さな洋酒メーカーに過ぎなかった寿屋は、社外から多数の出資者より投資を受けていたこともあり、出資者に対して、製造から販売まで時間がかかることを説明してはいたが、まだ原酒の熟成度合いや、ブレンド等、市場のニーズを十分把握できていなかった中で、資本投下ばかりが続き、出資者から収益が出ないことに批判が上がったこともあり、1929年（昭和4年）に国産ウイスキー第1号となる製品を「サントリー白札」と名付けて出荷、販売される。
鳥井が高額を払って招き入れたアドライター、片岡敏郎の手による「醒めよ人! すでに舶来盲信の時代は去れり 酔わずや人 我に國産至高の美酒 サントリーウヰスキーはあり!」とのコピーが書かれた広告が全国紙に掲載されるなど、その宣伝展開ぶりが評判を呼ぶなどした。
満を持して発売された白札だったが、市場からの反応は「ピート臭が強く、飲みにくい」といった不評が多数を占め、寿屋へは白札の返品が相次いだ。国産ウイスキー第1号は見る影もなく、失敗に終わることになった。鳥井と竹鶴はこの失敗にもめげずに、この1年後の1930年（昭和5年）に、ブレンドを変えた廉価版ウイスキーとして「サントリー赤札」（後のサントリーレッド）を発売するも、これも空振りに終わり、赤札は製造中止となった。

### 試行錯誤を重ねて
こうした失敗に怖気づくこともなく、その失敗で得た経験を踏まえながら、鳥井は竹鶴に長男・鳥井吉太郎をウイスキー製造の責任者として、教育を任せると共に、休むことなく原酒の仕込みを続けてゆく。ピートの焚き方、蒸溜の仕方など試行錯誤を繰り返しながら、1932年（昭和7年）には「サントリー十年ウヰスキー 角瓶」、1935年（昭和10年）には「サントリー特角」などのウイスキーを発売し、徐々に手応えをつかんでゆく。そして1937年（昭和12年）10月8日に、満を持して発売された「サントリーウイスキー12年」（現・サントリー角瓶）で遂に成功を手にすると共に、誰もが無理だと信じていた国産ウイスキー事業を成し遂げることになる。

### 戦後を経て
これと共に、かねてから発売されていた白札も、山崎蒸溜所の原酒が熟成されてきたことで改良が進み、発売当初のピート臭の強過ぎた味から、甘味を感じさせないシャープでキリッとした味を基本としている。1961年（昭和36年）の佐治敬三寿屋2代目社長就任、1962年（昭和37年）の鳥井信治郎死去、1963年（昭和38年）の寿屋からサントリーへの社名変更を経て、1964年（昭和39年）に「サントリーホワイト」へと商品名が変わり、時代が移り変わってゆく中にあっても、「角瓶」や「オールド」、果ては「トリス」と同じく現在に至るまでサントリーの定番製品として存続し続けている。

## ラインアップ（2024年(令和6年)現在）
現行品
- サントリウイスキーホワイト
  - 640ml瓶
  - 1,920mlペットボトル
  - 2,700mlペットボトル
  - 4,000mlペットボトル

過去に存在していた製品
- サントリーウイスキーホワイト エクストラ
  - 640ml瓶
- サントリーウイスキー新ホワイト
  - 720ml瓶
- サントリーホワイト 25（リキュール）
  - 640ml瓶
- サントリーウイスキーホワイト スーパークリーン
  - 640ml

## その他

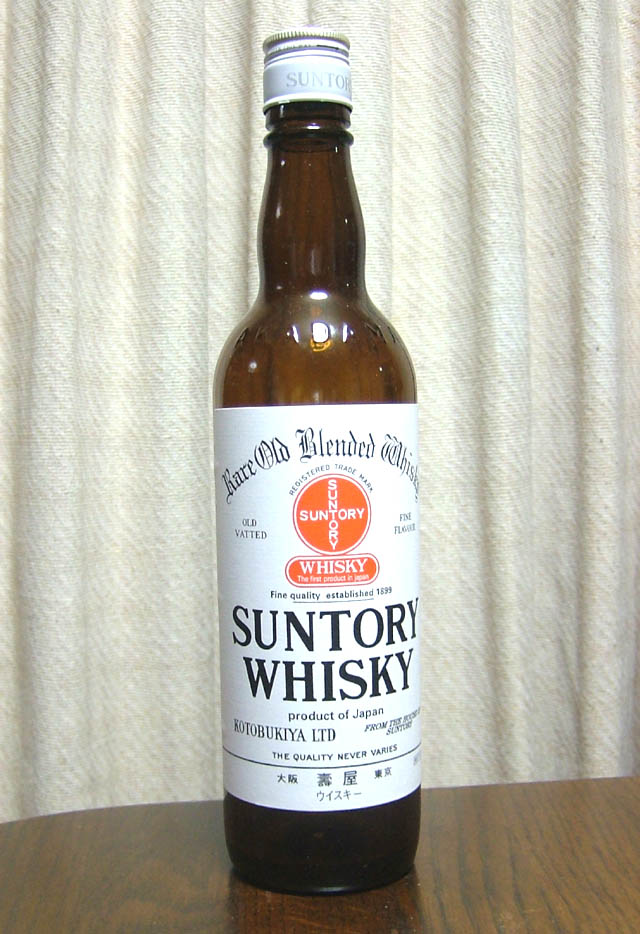
サントリーウイスキー白札復刻ラベル

- ボトルは現在に至るまで640mlの茶色瓶で発売され続けているが、1980年代に一時「ホワイトエクストラ」で販売されていた際は、当時のサントリーウイスキーの「向獅子マーク」を擁したモダンなラベルで発売されていたことがある。また瓶も茶色瓶ではなく、緑色の瓶で発売されていた。1989年（平成元年）4月の酒税法改正（ウイスキー級別廃止）に伴い発売された新ホワイトはグリーンボトル720mlであった。

- 現在に至るまでアルコール分は40%と変わらないが、2000年（平成12年）にクリアボトルにモダンラベルのパッケージで発売された「サントリーウイスキーホワイト スーパークリーン」のみ、アルコール分が37%で販売されていた[注釈 5]。

- 2024年2月に実施したリニューアルの際、ラベルの意匠が若干変更され、ラベルの中央部分に記載された「Since 1923」が同社のウイスキーの「角瓶」シリーズ同様、鳥井信治郎のサインに差し替えられている。

- 1970年代にサミー・デイヴィスJr.が出演し、スキャットを歌いながら、最後に「ウ～ン、サントリー！」とつぶやくCMなどが放映されていたことで知られる。1979年（昭和54年）9月、日野皓正が自作曲「シティ・コネクション」と共に起用された[3]。これらのCMを発端として、1980年代に放映されたCMにはロン・カーターの「ダブル・ベース」「36414」[4]やハービー・ハンコック、エルス・マルサリスとブランフォード・マルサリス親子の「スティープス・イーク」[5]、他にもクラーク・テリーとジョン・ファディス、またスティーヴ・ガッド、リチャード・ティー、コーネル・デュプリー、エディ・ゴメスらによって組まれたザ・ガッド・ギャングが出演していたCMに加え、山下達郎がCM用に書いた「THE GIRL IN WHITE」をニューヨークを本拠に活動するアカペラグループ、14カラットソウルがコーラスするCMや、日本のジャズプレイヤーでもや伊東たけしなどのアーティストが出演するなど、一流ジャズミュージシャンによるセッションならびに、ブラック・コンテンポラリー系アーティストが多数出演したCMが放映されていた。この他にも、レイ・チャールズが出演して「いとしのエリー」をカヴァーし、ナレーションに原曲を歌うサザンオールスターズの桑田佳祐を起用したCMも知られており、現在でもジャズ[注釈 6]ならびにジャズ・ミュージシャンとのイメージが深いウイスキーとして知られる。

- 「イメージが崩れる」と長くCM出演を拒否していた菅原文太が1982年（昭和57年）にギャラ1億円で[6]サントリーホワイトのCMに出演した[7]。「あんたも発展途上人」などのコピーで、数シリーズ流されたが、中でも菅原の当たり役である『仁義なき戦い』の広能昌三イメージで広島弁を喋る「社長さんも..大臣も..飲むときは、タダの人じゃけえ....のう!」などは強い印象を残した。

- 1995年（平成7年）にはアルコール分を焼酎甲類と同等の25%におさえ、税制上リキュール扱いとなる「サントリーホワイト25」が発売された。当時放映されたCMには小林旭が出演していた。

- 2014年（平成26年）後期のNHK連続テレビ小説『マッサン』では、サントリー白札のモデルとなる「鴨居ウイスキー」が劇中で登場した。鳥井信治郎がモデルである「鴨居欣次郎」（演：堤真一）が開発した国産初のウイスキーという設定で、広告のキャッチコピーも「目醒めよ日本人、舶来品の時代は去りぬ! メイドインジャパンここに極まれり!」と本家を彷彿させる物となっていた。

- イアン・フレミングの小説ジェームズ・ボンドシリーズ『007号は二度死ぬ』（1964年）第5章で、ボンドの協力者ディック・ヘンダーソンが「白ラベルは1本15シリングぐらいで他の二種類より安いが一番うまい」と言っている。